# Marília AC
Marília Atlético Clube – brazylijski klub piłkarski z siedzibą w mieście Marília, leżącym w stanie São Paulo.

## Osiągnięcia
- Mistrz drugiej ligi stanowej (Campeonato Paulista Série A2): 1971, 2002

## Historia
Klub Marília założony został 14 grudnia 1942 roku pod nazwą Esporte Clube Comercial. Ponieważ nazwa ta nie przypadła kibicom do gustu, 11 lipca 1947 roku zarząd klubu zmienił nazwę na do dziś obowiązującą – Marília Atlético Clube. Od 19 kwietnia 1954 roku do 7 lipca 1969 roku klub nie prowadził działalności piłkarskiej.